# ساوت بازار (کلتکس)
ساوت بازار (به انگلیسی: South Bazar) یک منطقهٔ مسکونی در هند است که در بخش کنور واقع شده‌است.